# Хамирпур (город, Химачал-Прадеш)
Хамирпур (англ. Hamirpur) — город на западе центральной части штата Химачал-Прадеш, Индия. Административный центр округа Хамирпур. Образован вместе с Уна 1 сентября 1972 года в результате деления бывшего округа Кангра. 

## География
Абсолютная высота — 738 метров над уровнем моря. Хамирупур граничит на севере с Кангра, юге — Биласпур, западе — Уна, востоке — Манди. 

## Хамирпур в цифрах
По переписи населения 2001
Число домовладений — 4 090

Размер домовладений — 4.0

Население -общее — 17 252

Население -городское — 17 252

Население к городскому (%) — 100

Население -сельское — 0

Соотношение полов — 850

Население (0-6 лет) — 1 779

Соотношение полов (0-6 лет) — 875

SC население — 2 663

Соотношение полов (SC) — 817

Пропорции SC (%) — 15.0

ST население — 129

Соотношение полов (ST) — 817

Пропорции ST(%) — 1.0

Грамотных — 13 820

Неграмотных — 3 432

Уровень грамотности (%) — 89.0